# Домевр сир Авјер
Домевр сир Авјер (фр. Domèvre-sur-Avière) је насељено место у Француској у региону Лорена, у департману Вогези.
По подацима из 2011. године у општини је живело 415 становника, а густина насељености је износила 45,31 становника/km².

## Демографија
| 1962. | 1968. | 1975. | 1982. | 1990. | 2011. |
| ----- | ----- | ----- | ----- | ----- | ----- |
| 182   | 192   | 234   | 320   | 423   | 415   |